# Las novias de Drácula
Sobre los personajes de la novela de Drácula, véase Novias de Drácula
Las novias de Drácula (The Brides of Dracula) es una película británica de 1960 producida por la Hammer Productions y dirigida por Terence Fisher. Está protagonizada por Peter Cushing como Van Helsing; Yvonne Monlaur como Marianne Danielle; Andrée Melly como Gina, su compañera de cuarto; Marie Devereux; David Peel como el Barón Meinster, un discípulo del Conde Drácula; y Martita Hunt como la madre del Conde.
Es una secuela de la versión Hammer de Drácula (conocida en Estados Unidos como: The Horror de Drácula) (1958). Los títulos alternativos que se manejaron fueron  Drácula 2 y  El discípulo de Drácula. Drácula no aparece en la película. Christopher Lee repetiría su papel en la película de 1966 Dracula: Prince of Darkness y se lo menciona sólo dos veces, una en el prólogo y otra por Van Helsing.
El rodaje de la película comenzó el 16 de enero de 1960 en los Estudios Bray. Se estrenó en el Marble Arch, de los Cinemas Odeon, el 6 de julio de 1960.

## Secuencia de Apertura
La película comienza con una toma de un bosque sombrío (escena filmada en Black Park, Buckinghamshire), con una grave voz en off que declama:
«Transilvania, tierra de oscuros bosques, montañas tenebrosas y negros lagos, sigue siendo el hogar de la magia y lo demoníaco a pesar de que el siglo XIX se acerca a su fin. El Conde Drácula, monarca de todos los vampiros, está muerto, pero sus discípulos viven para propagar su culto y la corrupción sobre el mundo.»

## Argumento
Marianne Danielle, una joven maestra francesa de París, está en ruta para tomar un puesto en una escuela de señoritas en Transilvania, pero es abandonada en un pueblo por el conductor del coche. En la hostería del pueblo hace caso omiso de las advertencias de los lugareños y acepta la oferta de la baronesa Meinster para pasar la noche en su castillo. Se dice que el hijo de la baronesa, el barón Meinster, está loco y se encuentra confinado. Después de colarse en sus aposentos para reunirse con él, Marianne se sorprende al encontrar al barón encadenado a una pared. Éste le dice que su madre ha usurpado sus legítimas tierras y suplica la ayuda de Marianne, la cual roba la llave de su cadena del dormitorio de la baronesa y lo libera.
Más tarde, el barón mata a su madre y bebe su sangre. Marianne huye en la noche al ver esto, mientras que la sirvienta del castillo, Greta, culpa a la baronesa muerta por haber permitido que Drácula convirtiera al barón Meinster en vampiro. Después de encadenar al barón la baronesa había estado atrayendo a chicas para que su sangre le sirviese de alimento. A pesar de saber el mal que pretende para el pueblo, Greta permanece leal al Barón.
Marianne es encontrada exhausta por el doctor Van Helsing. No recuerda nada de lo que ha sucedido ni reacciona cuando se le pregunta sobre "muertos vivientes" o "vampirismo". Van Helsing la escolta hasta la escuela de señoritas donde ella empieza a trabajar.
Cuando Van Helsing llega a la hostería del pueblo se encuentra con un funeral en curso. Una joven ha muerto en el bosque con heridas en la garganta. Se pone en contacto con el padre Stepnik, que resulta ser la persona que ha pedido al experto en vampirismo que acuda en su ayuda. El padre Stepnik tiene sospechas sobre el castillo y la baronesa Meinster. Esa noche la primera víctima del barón Meinster se levanta de su tumba con la ayuda de Greta, lo que es presenciado por  Van Helsing y el sacerdote. Van Helsing va al castillo y descubre que la baronesa se ha convertido en una mujer vampiro, llena de odio y culpa. Después de la salida del sol a la mañana siguiente, Van Helsing libera su alma matando su cuerpo, para lo cual le atraviesa el corazón clavándole una estaca de madera.
El barón, mientras tanto, visita a Marianne en la escuela femenina y le pide que se case con él. Ella acepta, provocando la envidia cordial de su compañera de cuarto, Gina. Sin embargo, una vez que Gina está sola, el barón Meinster aparece y la muerde, chupándole la sangre, con lo que Gina muere. Cuando Van Helsing llega para una visita el siguiente día, encuentra la escuela convertida en un pequeño alboroto debido a la muerte de Gina. Van Helsing da instrucciones sobre el cuerpo: debe mantenerse fuera de la escuela y con gente vigilándolo hasta que él regrese. Sin embargo, Marianne se queda sola con el ataúd al atardecer. Los candados en el ataúd caen (sin abrirse) y Gina se levanta. Le habla tiernamente a una Marianne aterrorizada, pidiéndole perdón por "dejar que me amara" y pidiendo besarla. También revela el paradero del barón, quien se esconde en el molino viejo.
Van Helsing descubre el cuerpo del cuidador del establo, Severin, y entra en el establo justo a tiempo de ver huir a Gina. Marianne no quiere creer que el barón es un vampiro, pero ella le dice a Van Helsing lo que necesita saber. El cazador de vampiros va al molino viejo y se enfrenta a dos de las novias de Meinster y con Greta, que al ser humana, no es repelida por la cruz. Greta muere en una caída, pero la cruz cae debajo de la maquinaria y queda fuera del alcance de Van Helsing cuando el barón llega, blandiendo un trozo de cadena. En la lucha que sigue, el barón muerde a Van Helsing en el cuello, le sorbe sangre y lo deja. Cuando Van Helsing se despierta, se da cuenta de lo ocurrido. Para anular la conversión en vampiro calienta una herramienta metálica en un brasero hasta que está al rojo vivo y, a continuación, cauteriza su garganta herida y derrama agua bendita en ella para purificarla; Van Helsing cae desmayado por el dolor, pero las dos heridas de su cuello desaparecen.
El barón Meinster, mientras tanto, va con Marianne y la obliga a ir con él al viejo molino porque tiene la intención de morderla y convertirla en un vampiro frente a Van Helsing, que ha despertado de su desmayo. Éste arroja a la cara del barón agua bendita, la cual actúa como si fuera ácido corrosivo. Meinster golpea el brasero con brasas, iniciando un incendio. Mientras el barón huye fuera, Van Helsing saca a Marianne del molino y luego, sirviéndose de las enormes aspas, forma la sombra de una gigantesca cruz. La sombra cae sobre el barón Meinster, matándolo, mientras sus novias vampiresas mueren quemadas en el fuego.

## Reparto
- Peter Cushing (Doctor Van Helsing)
- Martita Hunt (Baronesa Meinster)
- Freda Jackson (Greta)
- Yvonne Monlaur (Marianne)
- David Peel (Barón Meinster)
- Miles Malleson (Dr. Tobler)
- Henry Oscar (Herr Lang)
- Mona Washbourne (Frau Lang)
- Victor Brooks (Hans)
- Michael Ripper (Cochero)
- Andree Melly (Gina)
- Fred Johnson (Sacerdote)
- Norman Pierce (Terrateniente)
- Vera Cook (Esposa del terrateniente)
- Marie Devereux (Chica del pueblo)
- Michael Mulcaster (no acreditado) (Latour)
- Henry Scott (no acreditado) (Severin)

## Producción
- Muchas de las tomas de interiores fueron realizadas en los Bray Studios. Las tomas exteriores fueron hechas cerca de Black Park y Oakley Court.

- El final original mostraba a los vampiros destruidos por un enjambre de murciélagos. Este final fue rechazado por Peter Cushing como demasiado mágico para el personaje de Van Helsing. El concepto fue utilizado tres años más tarde para el clímax de El beso del vampiro de Hammer.

- «Mi participación personal en una película como Las novias de Drácula fue siempre del 100 por cien, no porque sentía que era mi deber sino porque sentía firmemente que las imágenes eran mías. Sin duda Terry [Fisher] pensaba que eran suyas y Jimmy Sangster creía que le pertenecían. Y Peter C sabía que lo eran.» – Productor Anthony Hinds[3]

- La producción contactó con Christopher Lee para que repitiera su papel como Drácula para esta película, pero él lo rechazó y el guion fue modificado por Jimmy Sangster.

- Jimmy Sangster, el director Terence Fisher e incluso Peter Cushing estuvieron involucrados en la modificación del guion

## Premios
El film fue nominado en el año 2006 en Academy of Science Fiction, Fantasy & Horror Films, USA en la categoría Best DVD Collection como parte de la colección The Hammer Horror Series.

## Novelización
- Una novelización editada en rústica de la película realizada por Dean Owen fue publicada por Monarch Books en 1960, y presenta una sub-trama con un personaje llamado Latour, que invoca a los murciélagos místicos del final no utilizado en la película.

## DVD
- Una edición en DVD de Región 1 de la película (en un disco de doble, junto con siete otros clásicos de Hammer originalmente distribuidos por Universal Internacional) fue lanzado el 6 de septiembre de 2005.
- Una edición en DVD de Región 2 de la película fue lanzada el 15 de octubre de 2007.